# 岩倉ダム
岩倉ダム（いわくらダム）は、長野県下伊那郡売木村、天竜川水系岩倉川に建設されたダム。高さ25メートルの重力式コンクリートダムで、中部電力の発電用ダムである。同社の水力発電所・豊（ゆたか）発電所に送水し、最大1万4,500キロワットの電力を発生する。

## 歴史
木曽川の電源開発で功績を上げる福澤桃介は、矢作川水系や天竜川水系にも開発の手を伸ばす。彼によって設立された矢作水力は、天竜川水系和合川および売木川の水を利用した水力発電所・豊発電所の建設を計画。1935年（昭和10年）10月22日に着工、1936年（昭和11年）12月26日に完成した。
豊発電所上流の岩倉川においては、岩倉ダムの建設工事が進められた。水不足への備えとしての発電用ダムである。貯えた水を必要に応じてダム直下に放流し、下流に位置する丸畑堰堤まで河川を流下させ、以降は専用の水路を通じて豊発電所まで導かれる。
岩倉ダムの建設工事は1936年に着工。建設工事にはのべ1000人もの人員を動員し、昼夜交代勤務で作業を続行。朝鮮人労働者も多く含まれていた。当時は各家庭に電気が十分行き渡っていない時代であったが、工事現場は夜も電灯で明るく照らされていたという。正確な着・竣工時期がはっきりしていないが、遅くとも工事終業式を催した1938年（昭和13年）3月までには竣工したとされている。
豊発電所を完成させた矢作水力であったが、日本発送電の発足に伴い解散。その日本発送電も戦後になって解体され、岩倉ダムほか豊発電所の設備は中部電力に引き継がれた。同社は発電所の自動化を進め、まず丸畑堰堤を1963年（昭和38年）3月に無人化。1973年（昭和48年）には豊発電所を無人化し、平岡制御所からの遠隔操作に移行した。岩倉ダムも1983年（昭和58年）に無人化された。2000年（平成12年）には岩倉ダムのクレストゲート（水門）を撤去し、ゲートレスダムとなった。
2006年（平成18年）3月、中部電力は豊発電所の改修工事を終えた。従来は2台の横軸2射ペルトン水車発電機が設置されていたが、これを撤去し、1台の立軸6射ペルトン水車発電機へと更新。これによって最大出力は1万4,500キロワットに増強された。放水路には騒音対策としてゴム幕が設置され、発電時に発生する騒音を最大10分の1にまで減衰させることに成功している。

## 周辺
売木村役場から長野県道46号阿南根羽線を北上し、茶臼山温泉を過ぎて間もなく左折。岩倉川に沿って敷かれた道を進むと、岩倉ダムに着く。ダム湖畔にはキャンプ場がある。
豊発電所は岩倉ダムから売木川に沿って県道46号を東に進んだ地点（阿南町）にある。豊発電所で使用した水は和知野川（わちのがわ）に放流されるが、その水はすぐ下流にある和知野ダムにて再度取水され、和知野発電所へと送水されている。和知野ダムは高さ15メートル未満の重力式コンクリートダム（堰）で、中部電力の発電用ダムである。矢作水力は豊発電所完成後の1938年（昭和13年）10月、和知野発電所の建設に着手。1939年（昭和14年）12月に完成させた。その後、日本発送電時代を経て、戦後は中部電力に継承。1973年（昭和48年）には豊発電所と共に無人化されている。発電所の出力は完成当時6,400キロワットであったが、1971年（昭和46年）の放水路改修工事に伴い、6,100キロワットに修正。現在では6,300キロワットとなっている。

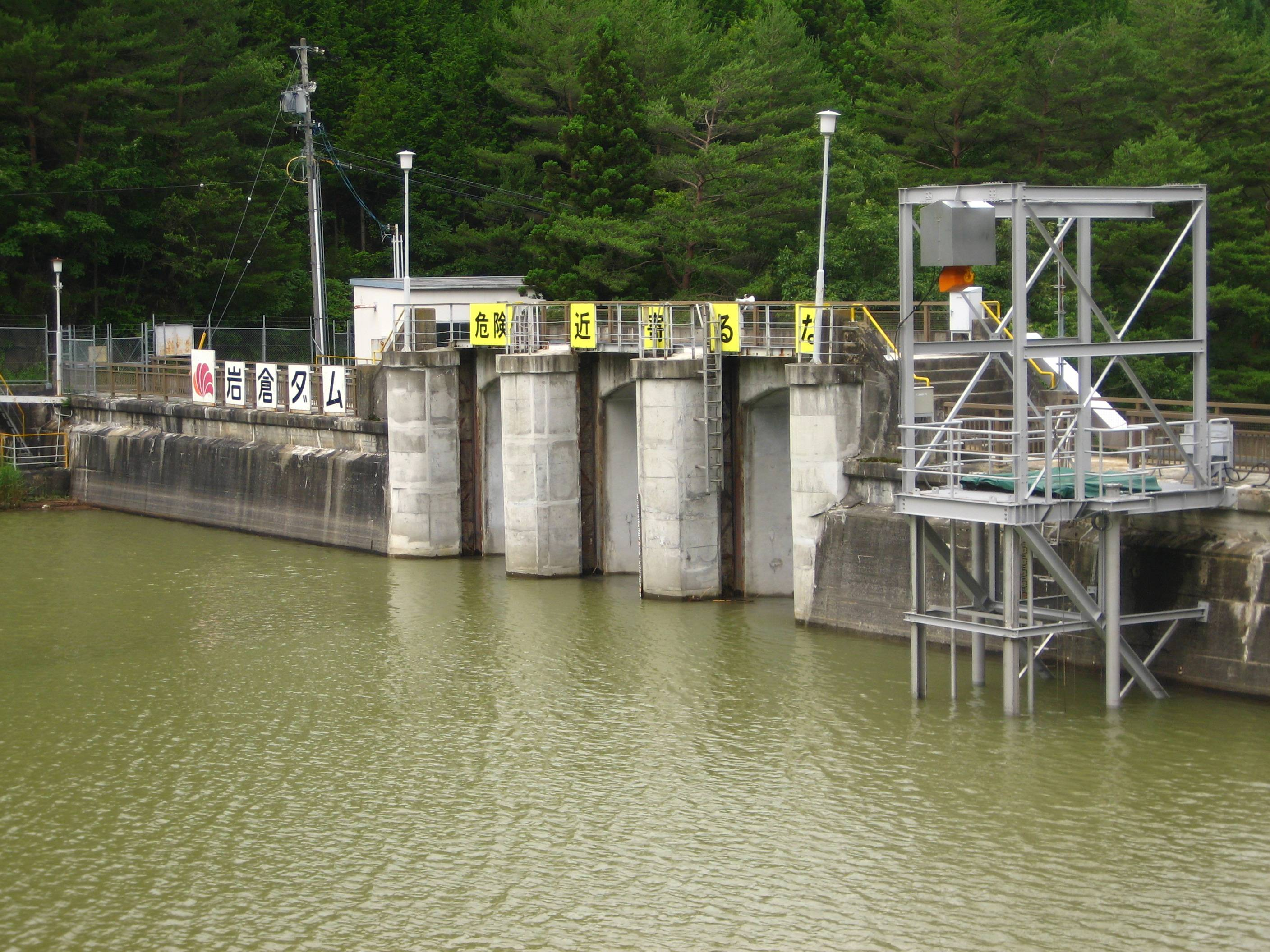
岩倉ダム湖